# Ca la Plaça
Ca la Plaça és una edificació de Prat de Comte (Terra Alta) inclosa a l'Inventari del Patrimoni Arquitectònic de Catalunya.

## Descripció
Construcció més senyorial de la vila, de tres plantes. Té adossat a un lateral Lo Portal. Es tracta d'un arc d'entrada, de mig punt amb guardapols, impostes i escut a la clau.
La primera planta té caràcter noble, amb una alçada de forjat més gran que la segona, totes dues amb balcons. Tenen motllures i relleus geomètrics. Cornisa amb línies llises i perfils de teula formant ondulacions.
La part posterior és més actualitzada, com l'interior, amb una gran terrassa.